# متنزه تشيري سبرينغز الحكومي
متنزه تشيري سبرينغز الحكومي هو متنزه وطني يقع في مقاطعة بوتر بولاية بنسلفانيا في الولايات المتحدة، وتبلغ مساحته 82 فدانًا (33 هكتار). أنشئ متنزه تشيري سبرينغز الحكومي على قمة هضبة أليغيني على ارتفاع 2300 قدم (701 متر) على الأرض الواقعة داخل غابة سسكويهانوك الحكومية، ويقع على طريق بنسلفانيا رقم 44 في بلدة ويست برانش. يحظى المتنزه بشعبية كبيرة بين علماء الفلك ومراقبي النجوم نظرًا لتمتعه بسماءً ليليةً من بين أحلك أجزاء السماء على الساحل الشرقي للولايات المتحدة، وقد اختارته إدارة الحفاظ على الموارد الطبيعية في بنسلفانيا، ومكتب الحدائق التابع لها ضمن قائمة «25 حديقة في ولاية بنسلفانيا لا ينبغي أن تُفوّتك زيارتها».
يُعد شعب سسكويهانوك هم أقدم الشعوب المعروفة التي سكنت منطقة غابات سسكويهانوك، ثُم سكنت المنطقة من بعدهم قبيلة سينيكا، والذين مارسوا في المنطقة أنشطة الصيد. وكانت أول مستوطنة بنيت داخل أراضي غابة سسكويهانوك عبارة عن حانة خشبية بُنيت عام ١٨١٨ على طول ممر حجري. ثم أصبح هذا الممر لاحقًا طريقًا رئيسيًا بحلول عام ١٨٣٤، وحل فندق محل الحانة عام ١٨٧٤، ثم احترق الفندق عام ١٨٩٧. وفي أواخر القرن التاسع عشر وأوائل القرن العشرين، أُزيلت الغابات القديمة تمامًا؛ وأُنشئت غابة الولاية عام ١٩٠١، وأصبحت تضم غابات جديدة، ثم أُنشئ طريق تشيري سبرينغز الخلاب عام ١٩٢٢، وقام سلك الخدمة المدنية خلال فترة الكساد الكبير ببناء جزء كبير من متنزه تشيري سبرينغز الحكومي، وتضمن هذا الجزء جناحًا للنزهات مُدرجًا في السجل الوطني للأماكن التاريخية. يُقام في متنزه تشيري سبرينغز الحكومي بشكل دوري بعض الفعاليات، مثل معرض «الغابة» السنوي الذي يُقام خلال شهر أغسطس (آب) من كُل عام منذ عام ١٩٥٢.
في عام ٢٠٠٠، اختارت إدارة الموارد الطبيعية في ولاية بنسلفانيا متنزه تشيري سبرينغز الحكومي كأول منتزه للسماء المظلمة، ثُم أُغلق مطار تشيري سبرينغز المجاور للمتنزه، والذي بُني عام ١٩٣٥، وأُلحقت أرضه بمساحة المتنزه عام ٢٠٠٦ لتوسيع منطقة رصد النجوم. وفي ١١ يونيو (حزيران) ٢٠٠٧، أطلقت الجمعية الدولية للسماء المظلمة على متنزه تشيري سبرينغز الحكومي لقب المنتزه الدولي الثاني للسماء المظلمة؛ حيث تُلقي مجرة درب التبانة ظلاً واضحاً في الظروف المثالية. حظي متنزه تشيري سبرينغز الحكومي بتغطية إعلامية وطنية، ويستضيف المتنزه فعاليتين سنويتين لرصد النجوم، تجذبان مئات الفلكيين. كما تُقام في المتنزه برامج منتظمة لرصد النجوم وبرامج تعليمية للجمهور، ويجذب معرض الغابة الذي يُقام في المتنزه كل صيف آلاف الزائرين من جميع أنحاء العالم. يحتوي متنزه تشيري سبرينغز الحكومي أيضًا على أماكن تخييم ريفية، ومرافق للنزهات، ومسارات لركوب الدراجات الجبلية، والمشي لمسافات طويلة، وركوب عربات الثلج. وتعد الغابات والحدائق المحيطة بالمتنزه موطنًا لمجموعة متنوعة من النباتات والحيوانات.